# Stawek (przystanek kolejowy)
Stawek – pierwsza stacja kolejowa przy Elektrowni Bełchatów. Służyła ona pracownikom elektrowni oraz pobliskich warsztatów. Tu linia miała swoje odgałęzienie – jedna linia była towarowa dla elektrowni, druga wzdłuż ogrodzenia prowadziła do stacji Biały Ług drugiej przy Elektrowni Bełchatów i ostatnia jako na tej linii.